# Allosuctobelba tricuspidata
Allosuctobelba tricuspidata är en kvalsterart som beskrevs av Aoki 1984. Allosuctobelba tricuspidata ingår i släktet Allosuctobelba och familjen Suctobelbidae.

## Underarter
Arten delas in i följande underarter:
- A. t. tricuspidata
- A. t. satsumaensis
- A. t. tokara